# Нептун (линеен кораб, 1909)
„Нептун“ (на английски: HMS Neptune е британски линеен кораб. Седмият британски кораб, който е кръстен в чест на древноримския бог на морето Нептун.
Конструкцията за „Нептун“ представлява последващо развитие на проекта „Сейнт Винсент“. „Нептун“ става първият линкор в британския флот с различно от „HMS Dreadnought“ („Дредноут“) разположение на оръдията на главния калибър. Корабът получава на въоръжение 50-калибрените 305-мм оръдия за главен калибър в двуоръдейни кули. Бордовите кули са разположени диагонално, а кърмовите, за първи път в британския флот, са разположени по линейно-терасовидната схема. Tова позволява при незначително увеличаване на дължината на корпуса линкорът да води бордов огън от всичките си десет оръдия. Изменено е и местоположението на противоминната артилерия, пренасяйки оръдията от покривите на кулите на главния калибър в надстройките. Недостатъците на линкора са малката дебелина на главния броневи пояс – 254 мм – и недостатъчната живучест на стволовете на 50-калибрените оръдия на главния калибър. Последващо развитие на „Нептун“ стават двата линейни кораба от типа „Колосус“.
По време на Първата световна война „Нептун“ е използван неинтензивно. Участва в Ютландското сражение, намирайки се в средата на бойната линия. Предполагаемо има няколко попадания в германския линеен крайцер „SMS Lützow“ („Лютцов“). След войната е изваден в резерва и през 1922 г. е продаден за разкомплектоване за метал.

## История на проектирането
Програмата за 1908 бюджетна година предвижда построяването на един линкор и един линеен крайцер. Проектът за линкора получава шифър К-2. Основното отличие на бъдещия кораб от „Сейнт Винсент“ става другата схема за разположение на кулите на главния калибър (ГК).
През 1907 г. са заложени американските линкори от типа „Делауеър“ и бразилските „Минас Жерайс“ с бордов залп от десет 305-мм оръдия. Британските линкори имат в бордовия си залп само осем оръдия, за това на следващия линкор британските корабостроители се опитват да разположат оръдията по-оптимално. Комитетът по корабостроене разглежда няколко варианта за разположението на кулите. Тях се опитват да разположат такъв начин, че всичките десет оръдия да могат да стрелят по единия борд.
За намаляването на дължината на корпуса кърмовата група кули е разположена по линейно-терасовидната схема. За първи път в британския флот четвъртата кула е поместена над петата, което теоретически ѝ дава възможност да води огън в кърмовия сектор. От линейно-терасовидното разположение на носовите кули се отказват, смятайки, че това излишно ще увеличи теглото на носа и ще доведе до влошаване на мореходността. Централната двойка кули са разположени побордно и са поставени диагонално – дясната е изместена към кърмата по отношение на лявата, както е на линейните крайцери от типа „Инвинсибъл“. При разполагане на кулите по такъв способ новият линкор получава бордов залп от десет оръдия при умерен ръст на дължината на корпуса. Освен това е намален броят на противоминните оръдия и е изменено тяхното разположение. Също с малко е увеличена дебелината на пояса по краищата и са бронирани димоходите.
По настояване на Фишър, построяването на „Нептун“ е обгърнато в секретност. Пресата приписва на „Нептун“ невероятни характеристики. Така например „Дейли телеграф“ твърди, че новият кораб ще получи 343-мм оръдия, няма да има комини, а като двигател за него ще служи газотурбинна силова установка.

## Конструкция

### Корпус
| Разпределение на проектното тегло | Разпределение на проектното тегло | Разпределение на проектното тегло | Разпределение на проектното тегло | Разпределение на проектното тегло |
|                                   | Дълги тонове                      | Дълги тонове                      | Метрични тонове                   | Метрични тонове                   |
| Водоизместимост                   | нормална                          | пълна                             | нормална                          | пълна                             |
| --------------------------------- | --------------------------------- | --------------------------------- | --------------------------------- | --------------------------------- |
| Корпус                            | 6750                              | 6750                              | 6858                              | 6858                              |
| Брониране                         | 5706                              | 5706                              | 5797                              | 5797                              |
| Въоръжение                        | 3569                              | 3624                              | 3626                              | 3682                              |
| Силова установка                  | 2131                              | 2370                              | 2165                              | 2408                              |
| Въглища                           | 900                               | 2090                              | 914                               | 2123                              |
| Основно оборудване                | 690                               | 831                               | 701                               | 844                               |
| Нефт                              | 0                                 | 792                               |                                   | 805                               |
| Запаси                            | 60                                | 60                                | 61                                | 61                                |
| Запас водоизместимост             | 100                               | 100                               | 102                               | 102                               |
| ВСИЧКО                            | 19 906                            | 22 323                            | 20 224                            | 22 680                            |

„Нептун“ има корпус с развит полубак и форщевен таранна форма. Дължината на корпуса между перпендикулярите е 155,45 м, по водолинията – 164,9. Ширината е 25,91 м. Газенето при пълен товар по носа е 7,32 м, в кърмата – 8,55 м. В сравнение със „Сенйт Винсент“ дължината на корпуса е увеличена с 3 метра, а ширината – с 0,3. Пълната водоизместимост при това нараства с 650 тона. Нормалната водоизместимост съставя 19 680 дълги тона (19 996 метрични), пълната – 23 123 дълги тона (23 494 метрични). Надстройката става по-развита – от носова, централна и кърмова части, съединени отгоре с палуба на подпори. Гротмачтата в сравнение с предходния тип е преместена към кърмата.
Корпусът е направен от „мека“ корабостроителна стомана. Системата за набор на корпуса е смесена. Дъното и предната палуба имат надлъжна система на набор от дънни и бордови стрингери и надлъжни палубни бимсове. Бордовете и останалите палуби са изпълнени по напречната схема с набор от шпангоути и бимсове с предаване на натоварването към напречните прегради. Детайлите на връзките във вид на двойни и единични стоманени листове са съединени помежду си с нитоване. Максималната дебелина на стоманените листове достига 13 мм. Съединението е или наложено, или по стика с укрепване от една или две страни на ъгълчетата и с ребра за здравина.
Основната част от силовия набор се явява сглобяем вертикален кил, вървящ от форщевена до ахтерхщевена. Форщевена и ахтерхщевена са съставни и са направени чрез леене. Между бордовите прегради и външната обшивка са разположени въглищните ями. За намаляване на бордовото люлеене са използвани скулови килове, преминаващи от центъра на носовата оръдейна кула „А“ до центъра на крайната кърмова кула „Y“.
В състава на спасителните средства влизат два 50-футови (15,25 м) парни катера, един 42-футов (12,81 м) ветрилен баркас, един 36-футов (10,98 м) ветрилен полубаркас, три 32-футови (9,76 м) спасителни катера, три 27-футови (8,24 м) велбота, една 30-футова (9,15 м) гичка, един 16-футов (4,88 м) ял и един 13,5-футов (4,11 м) балсов сал.
Корабът има две безщокови стационарни котви „адмиралтейски“ тип с маса по 6605 кг, една такава резервна и една кърмова 2133,9-килограмова котва.
В качеството на радиотехническо оборудване са използвани радиостанции от типовете „Mk.I“, „Mk.II“ и радиостанция с къс радиус на действие тип „9“.
Каютите на офицерите отново се връщат на кърмата, а матроските кубрици са разположени в носовата част. По щат, през 1910 г. екипажът на кораба се състои от 756 души, през 1913 – 759, а през 1914 – 813.

### Въоръжение
Основното въоръжение на „Нептун“ са десет 305-мм 50-калибрени оръдия Mk.XI в пет куполни установки Mk.XI. Носовата кула „А“ е разположена на полубака. Страничните кули са разположени ешелонно – дясната по-близо до кърмата. Кърмовата група кули е разположена линейно-терасовидно – кула „X“ е разположена над кърмовата кула „Y“.
50-калибреното оръдие Mk.XI има ствол, укрепен с тел, и картузно зареждане с бутален затвор система Уелин. Максималният ъгъл на възвишение на оръдията е 15°. Зареждането става при постоянен ъгъл от 5°. Максималният боезапас съставлява по 100 изстрела на оръдие. В мирно време общият боекомплект се състои от 800 снаряда (бронебойни, полубронебойни, фугасни) за 305-мм оръдия, по 80 снаряда на ствол: 20 бронебойни, 40 полубронебойни, 20 фугасни. Първите два типа снаряда са напълнени с барут. Фугасните снаряди са снаряжени с пикринова киселина (лидит). Във военно време количеството на снарядите нараства до 1000 броя.
Противоминната батарея се състои от 102-мм 50-калибрени оръдия BL Mark VII в установки Mk.II. Боезапасът им е по 150 снаряда на ствол. В сравнение с предходния тип броя на оръдията е намален от 20 до 16. Разположението на противоминните оръдия също е променено. Няма оръдия по покривите на кулите от ГК, като вече те се намират в надстройката в три плутонга. Максималният ъгъл на възвишение на оръдията е 15°. Оръдията стрелят със снаряди с тегло 14,1 кг с начална скорост от 873 м/с на далечина до 58 кабелтови (около 11 000 м). Общият боекомплект за 102-мм оръдия съставлява 2400 изстрела от четири типа: бронебойни, полубронебойни, фугасни и шрапнелни. Първите три типа са снаряжени с лидит.
По проект в състава на въоръжението също влизат едно 76-мм оръдие, четири 47-мм салютни оръдия и пет картечници „Максим“ с боезапас от 5000 патрона. През 1916 г., във втората година от войната, в състава на въоръжението са добавени две 76-мм зенитни оръдия, а през 1917 г. – едно 102-мм зенитно оръдие. При това броят на противоминните 102-мм оръдия е намален до 12 за сметка на демонтаж на оръдията от горната платформа и долния каземат на кърмовата надстройка.
| Оръдие                                 | 12″/50 Mark XI            | 4″/50 BL Mark VII | 4″/50 BL Mark VII | 3″/45 20cwt QF HA Mark I | 47-мм Хочкис |
| -------------------------------------- | ------------------------- | ----------------- | ----------------- | ------------------------ | ------------ |
| Година на разработване                 | 1906                      | 1904              | 1904              | 1910                     | 1885         |
| Калибър, мм                            | 305                       | 102               | 102               | 76                       | 47           |
| Дължина на ствола, калибри             | 50                        | 50                | 50                | 45                       | 40           |
| Маса на оръдието, кг                   | 67 770                    | 2126              | 2126              | 1020                     | 240          |
| Скорострелност, изстрела/минута        | 1,5                       | 6 – 8             | 6 – 8             | 12 – 14                  | 20           |
| Установка                              | BXI                       | PII               | HA Mark II        | ?                        | ?            |
| Ъгли на снижаване/възвишение           | −3°/+15°                  | −7°/+15°          | −10°/+60°         | −10°/+90°                | /+60°?       |
| Тип зареждане                          | картузно                  | картузно          | картузно          | унитарно                 | унитарно     |
| Тип на снаряда                         | бронебоен Mark VIa (4crh) | полубронебоен     | шрапнелен?        |                          | фугасен      |
| Тегло на снаряда, кг                   | 389,8                     | 14,06             | 14,06             | 5,67                     | 1,5          |
| Тегло и тип на метателния заряд        | 139,25 кг MD45            | 4,3 кг MD16       | 2,7 кг MD8        | 0,96 кг MD               | 0,24 кг MD   |
| Начална скорост, м/с                   | 869                       | 873               | 732               | 762                      | 574          |
| Максимална далечина на стрелбата, м    | 19 380                    | 12 660            |                   |                          |              |
| Досегаемост по височина, максимална, м | —                         | —                 | ?                 | 11 340                   | 3000         |
| Ефективна, м                           | —                         | —                 | ?                 | 7160                     | 1100         |

Минно-торпедното въоръжение се състои от три 457-мм торпедни апарата – кърмови и два бордови, с общ боезапас 18 торпеда.
Линейният кораб има шест далекомера на фирмата „Бар и Струд“ с база 9 фута (2,74 метра). За централизираното управление на огъня на главния калибър за първи път е поставен командно-далекомерен пост (КДП), разработен от Пърси Скот. КДП е разположен на площадка под фор-марса. Разработката на Пърси Скот е подложена на продължителни изпитания. Поначало тя не оправдава възлаганите надежди, обаче нейният усъвършенстван вариант през 1912 г. успешно преминава изпитанията на линкора „Тандерер“, след което започва серийно да се произвежда от фирмата „Викерс“ и да се поставя на всички британски линкори. КДП има собствен далекомер. Също така управлението на огъня е възможно да се осъществява индивидуално от всяка една кула.
Командно-далекомерният пост (КДП) представлява поставен на марса на фокмачтата пост, обвит от всички страни със стоманени листове. Той е предназначен за определянето на изходните данни за насочването на оръдията на главния калибър към целта при воденето на огън с централно насочване. Далекомерите дават определена погрешност по далечина, за това основният способ за водене на огъня по това време е стрелба с корекции по плясъците на собствените снаряди. Артилерийският офицер дава предварителни ъгли на насочване по целта (вертикален и хоризонтален), визирайки целта и получавайки данните за далечината от далекомерчика. След първия изстрел той наблюдава плясъка от снаряда и коригира ъглите за насочване на оръдия, за да постигне попадение в целта.
При воденето на огън от всяка кула поотделно плясъците от снарядите се смесват, което затруднява определянето къде кой снаряд е паднал и това не дава възможност да се коригира огъня. Голям проблем също така е, че и корабът с оръдието, и целта са подвижни, затова трябва да се стреля в точка на изпреварване – мястото на среща на снаряда с целта. На КДП се намират далекомер и поста за управление на стрелбата на главния артилерийски офицер. Далечината, ъгълът на визиране на целта и нейната скорост се предават на т.нар. „масичка на Дрейер“ – механичен аналог на компютър, който изработва ъглите на поправка по вертикала и хоризонтала. Артилерийският офицер на прибори, разположени на неговото работно място, задава на скалите нужните цифри на ъглите за хоризонтално и вертикално насочване. Електрическият сигнал от тези прибори се предава към кулите на такива прибори. При наводчика в кулата на тези прибори има също стрелки с текущия ъгъл на завъртане на кулата и ъгъла за възвишение на оръдията. Въртейки кулата и премествайки оръдието, наводчикът съвместява стрелките, за да достигне необходимия ъгъл на възвишение и хоризонтална наводки. При съвпадение на стрелките се затваря веригата, и на поста за управление на огъня се раздава сигнал и се запалва червена лампа. Офицерът натиска спусък на механизма, сходен с пистолетния, и се произвежда залпа.
Към края на войната подобни прибори са създадени от „Викерс“ и за управление на оръдията от противоминния калибър. Пултът за насочване с приборите за управление на артилерийската стрелба се намира на отделна затворена рубка. Батареите по десния и левия борд имат свои индивидуални прибори за управление с възможност за водене на разделен едновременен огън и по двата борда.
По проект линкорът носи осем двойки 24-дюймови (610-мм) прожектора. По четири двойки се намират на носовата надстройка и на специална прожекторна площадка на гротмачтата. В хода на войната съставът на прожекторите е променен, и през 1917 г. на „Нептун“ вече стоят вече седем 36-дюймови (914-мм) прожектора. Два от тях са на фокмачтата, три – около втория комин – и още два – на гротмачтата.
През 1918 г. на покрива на кула „А“ е поставена полетна платформа за лекия колесен биплан Сопуич „Пап“ или Сопуич „Кемъл“, изпълняващ функциите на самолет за коректировка или разузнавач.

## Брониране
Цялата дебела вертикална броня е направена от цементирана круповска броня. Схемата на брониране, в сравнение със „Сейнт Винсент“, е променена. 254-мм участък от пояса завършва, не достигайки с малко до външната част на кърмовия барбет, а не излиза зад него. В носовия край пояса вместо 51-мм има 64-мм дебелина. Вместо бронираната кърмова бойна рубка е разположена лекобронирана сигнална. Димоходите за първи път получават брониране от 25-мм плочи.
Главният броневи пояс в пределите между барбетите на носовата и кърмовата кули има дебелина 254 мм. Неговата горна част се опира на бимсовете на средната палуба и при нормално натоварване се показва над водата на 0,76 м, а долната му част влиза под водата на 1,32 м. Подводната част на пояса изтънява до 203 мм. В носовия край пояса има дебелина 178 мм, а на десет метра пред форщевена изтънява до 64 мм. В кърмовата част до самия ахтерхщевен поясът продължава с плочи с 64-мм дебелина. На протежение на целия 254-мм участък над главния пояс има горен 203-мм пояс.
Главните бронирани прегради вървят под ъгъл от края на 254-мм и 203-мм пояси към външните краища на барбетите на последните кули. Главната носова преграда има дебелина на плочите от 127 мм над главната палуба и 102 мм по-надолу, а кърмовата – 229 и 203 мм. 178-мм участък от бронепояса се затваря със 102-мм преграда над нивото на главната палуба и 127-мм под нея. Вътрешните прегради не са бронирани.
Като такава цяла бронева надлъжна преграда няма. Нейните функции изпълняват защитните броневи екрани, разположени по цялата дължина на корпуса между кърмовите и носовите погреби. В района на погребите на носовата кула те имат дебелина 25 мм, при погребите на средните кули – 76 мм, при кърмовите – 51 – 76 мм. Котелните отделения се прикриват с 51-мм екрани, а машинните отделения – 38-мм.
Главната палуба на протежение между главните броневи носова и кърмова прегради се повишава от 32-мм броневи плочи. Средната палуба е бронирана между външните страни на барбетите на крайните кули. И по хоризонталния участък, и на скосовете тя има дебелина 44 мм. Хоризонталният участък на тази палуба се намира на 0,84 м над водолинията, а скоса се съвместява с долния край на главния броневи пояс. Долната палуба от носовия барбет до форщевена има дебелина 38 мм, а от кърмовия барбет до ахтерхщевена – 76 мм.
Челото и страните на кулите на главния калибър има дебелина 279 мм, задната стена – 203 мм. Наклонената част на покрива има дебелина 102 мм, хоризонталната − 76 мм, пода – 51 мм. Барбетите на кулите, разположени в диаметралната плоскост над главната палуба, имат дебелина на стените като пояс от 229 мм. Под главната палуба тяхната дебелина съставлява 127 мм. Барбетите на бордовите кули над главната палуба имат дебелина 254 мм.
Носовата бойна рубка отпред и по страните има дебелина на стените 279 мм, а от страна на кърмата – 203 мм. Нейният покрив има дебелина 76 мм, а подът – 51 мм. Комуникационната тръба се защитава със 127-мм плочи в горната част и 76-мм в долната. Кърмова бойна рубка няма. Носовата сигнална рубка се разполага зад бойната и има 76-мм стени и 51-мм покрив. Кърмовата сигнална рубка е разположена зад гротмачтата и е обвита с 38-мм плочии.
Димоходите на нивото между средната и горната палуби се защитават от 25-мм броня.

## Силова установка
Силовата установка основно повтаря тази на „Сенйт Винсънт“, обаче е по-мощна от нея с 500 к.с.. Освен това проектантите се отказват от поставянето на специални турбини за крайцерски ход, като неоправдали се. Също така е увеличена мощността на турбините за заден ход.
Линкорът има четири трилопастни винта от легиран манганов бронз с пряко задвижване от двата комплекта турбини „Парсънс“. Машинното отделение е разделено от надлъжна преграда на два отсека, във всеки от които се намира по един комплект турбини. В комплекта турбини влизат турбините за високо и ниско налягане за преден ход и турбините високо и ниско налягане за задния ход. Турбините за заден и преден ход се намират на един вал, който пряко е съединен с винта. Превключването от заден ход към преден се осъществява посредством маневрен клапан. С негова помощ парата се подава или към турбината за преден, или към турбината за заден ход, задавайки по този начин направлението за въртене на винта и движението на кораба.
Парата от котлите отначало се подава към турбините високо налягане, въртящи външните валове, а след това и на турбините ниско налягане. Турбините високо налягане имат диаметър на ротора 2,08 м, а на ниското – 2,77 м. Общата дължина на машинните отделения е 19,51 м. Всички гребни валове при преден ход се въртят навън. Проектната мощност съставлява 25 000 к.с. към валовете, което трябва да осигурява проектната скорост от 21 възела.
Както и на предходните типове линкори, снарядните и зарядните погреби, нагряващи се поради близостта им към котелните отделения, имат и своя система за охлаждане. Системата за вентилация на погребите на „Нептун“ е подобрена според опита от експлоатацията на предходните типове линкори.
Освен системата за естествена вентилация, „Нептун“ има и система за принудителна вентилация. Вентилатори с електрическо задвижване подават въздух през въздуховоди от стомана с дебелина 0,7 – 1,5 мм към снарядните и зарядните погреби, отделенията на торпедните апарати, въглищните ями, складовете със стрелковото оръжие, а също така към складовете за съхранение на електролитите, киселините и лакобояджийските материали. Също така за принудително нагнитане на въздух в машинните и котелните отделения служат вентилатори с диаметър на работната част от 1,27 м. Осем вентилатора с производителност от 240 000 м³/час обслужват котелните отделения, и четири с производителност от 100 000 м³/ час – машинните. Вентилатори имат също отсеците на главните парокондензатори и спомагателните механизми.
За снабдяване на кораба с електроенергията с напрежение от 200 В служат четири динамомашини с обща мощност 400 кВт. Две от тях се задвижват от парни, а две от дизелови двигатели. Енергията се подава към централното разпределително табло, откъдето постъпва към потребителите: електродвигателите на механизмите на оръдията на главния калибър, вентилаторите, множеството помпи, струговете в работилниците и хиляда и петстотинте електролампи с мощност от 15 до 50 Вт.
18 парни котела тип „Яроу“ са разположени на три групи в два котелни отсека. Носовото отделение има дължина 15,85 м, а кърмовото – 15,84 м. Котлите имат смесено въглищно-нефтено отопление и подават пара с налягане 16,54 атм. Всеки котел освен основното въглищно отопление има три инжектора за впръскване на нефт с производителност 453,6 кг нефт на час. Сумарната площ на нагряване съставлява 5911 м². Запасът въглища съставлява 900 дълги т при нормално натоварване и 2710 – при пълно. Пълният запас нефт съставлява 790 д. т. Разходаът на въглища при икономичен ход съставлява 113 тона на час при мощност 2350 к.с. Разчетната далечина на икономичен 10-възлов ход е 4500 мили на въглища и 6620 – при използването на нефт. Фактически далечината съставлява 6330 мили срещу 6900 при „Сейнт Винсънт“.

## Модификации
В периода 1911 – 1912 г. коректировъчният пост на топа на фокмачтата е заострен в предната си част, на всеки комин са нанесени опознавателни марки – по една тясна бяла черта.
В периода 1912 – 1913 г. ходовият мостик е надстроен в предната част. За намаляване на задимяването на мостика височината на предния комин е намалена с 2 метра.
През октомври 1913 г. за горните 102-мм оръдия на носовата надстройка е направен каземат, а малко по-късно носовите оръдия получават защитни щитове. Изменено е и разположението на прожекторите. От мостика са свалени всички прожектори. Над мостика са поставени три специални платформи, на които са поставени по двойка прожектори. От площадката на гротмачтата за свалени двете предни двойки прожектори.
През 1914 г., с началото на войната, от комините са премахнати опознавателните марки. В периода 1914 – 1915 г. горната двойка 102-мм оръдия в централния плутонг е прикрита с окачена палуба, а на квартердека са поставени 76-мм зенитни оръдия. Носовата част на окачената палуба е демонтирана, опасявайки се, че при стрелба тя ще се разруши. Малко е удължена товарната стрела пред кърмовия комин, а зад носовата е разположена още една. На гротмачтата са монтирани допълнителни платформи за прожекторите и са преместени на тях част от прожекторите. Махнати са брам-стенгите и грот-марса. На корпуса са нанесени елементи на камуфлаж – тъмносива черта в централната част.
В периода 1915 – 1916 г. са свалени противоторпедните мрежи са премахнати елементите на камуфлажа. През април 1917 г. от линкора са свалени централната и долната групи 102-мм оръдия. По това време според документите са поставени зенитните 76-мм и 102-мм оръдия, но това не се потвърждава от фотографиите. След Ютландското сражение допълнително са настелени 50 тона броня. Формарсът е срязан до основата, а на гротмачтата е поставена къса радиоантена. На долната площадка на фокмачтата, на нивото на салинга, са заменени късите сигнални стойки с дълги, издаващи се пред откосите. Също през 1917 г. на комина е поставен димоотвеждаща козирка.
През 1917 – 1918 г. е разширен носовият коректировъчен пост, а кърмовият е свален поради постоянното задимление. На оръдейни кули „А“ и „Y“ за воденето на съвместна стрелба са нанесени скали за хоризонтална наводка. Снет е кърмовият торпеден апарат. Всички двойки 610-мм прожектори са заменени с по-съвършените 914-мм прожектори. На кърмовия комин, отстрани, са монтирани разнесени по нива прожекторни площадки.
През 1918 г. на носовия коректировъчен пост са поставени артилерийски циферблати. От носовия комин са свалени прожекторите и техните площадки. На гротмачтата са свалени прожекторните площадки, заменяйки ги с куполни покрити площадки. На носовата кула на ГК е монтирана площадка за запуск на колесен самолет. Свалена е фор-стенгата, закриваща изгледа на далекомера. Стойката на радиоантената на гротмачтата е заменена с къса стенга и са махнати товарните стрели зад кърмовия комин.
През 1919 г. е свалена козирката от носовия комин и е възстановена носовата част на окачената лодъчна палуба, премахната в началото на войната.

## История на службата
| Командири на кораба          | Командири на кораба                                                          |
| Дата на встъпване в длъжност | Командир                                                                     |
| ---------------------------- | ---------------------------------------------------------------------------- |
| 3 януари, 1911               | кептън Чарлз Мартин де Барталоме (на английски: Charles Martin-de-Bartolomé) |
| 5 декември, 1911             | кептън Алан Еверет (на английски: Allan F. Everett)                          |
| 9 май 1913                   | кептън Робърт Лоусън (на английски: Robert N. Lawson)                        |
| 10 март, 1914                | кептън Алън Хънт (на английски: Allen T. Hunt)                               |
| 18 декември, 1914            | кептън Томас Шепард (на английски: Thomas D. L. Sheppard)                    |
| 11 февруари, 1916            | кептън Вивиан Бернард (на английски: Vivian H. G. Bernard)                   |
| 15 октомври, 1917            | кептън Уилям Слейтър(на английски: William F. Slayter)                       |
| 15 октомври, 1918            | кептън Джон Сегрейв (на английски: John R. Segrave)                          |
| 10 януари, 1919              | кептън Хърбърт Адам(на английски: Herbert A. Adam)                           |
| 8 август, 1920               | кептън Реджиналд Пери (на английски: Reginald St. P. Parry)                  |

Построяването на „Нептун“ завършва на 7 септември 1910 г., и корабът е предаден на флота за провеждането на изпитанията. На 9 ноември той завършва заводските изпитания, а в края на есента на 1910 г. – и официалните изпитания. След отстраняването на забележките, на 19 януари 1911 г., в Портсмът дредноутът е приет в състава на британския флот.
Скоро след влизането си в строй „Нептун“ се насочва към Средиземно море за изпитанията на КДП със системата на Пърси Скот. Изпитанията завършват на 11 март 1911 г. в Гибралтар. От 25 март линкорът става флагмански кораб на командващия флота на Метрополията и флагман на 1-ва дивизия линкори, сменяйки „Дредноут“.
На 24 юни 1911 г. „Нептун“ участва в парада по повод коронацията. Обаче на парада флагман е до-дредноута „Лорд Нелсън“ (HMS Lord Nelson). В периода юни – юли 1911 г. линкорът участва в обединените учения на флотовете на Метрополията и Атлантическия флот при югозападното крайбрежие на Англия и Ирландия. През юли 1911 г. участва в маневрите с Атлантическия флот в Северно море.
На 7 май 1912 г. „Нептун“ в Уеймът участва в кралския преглед на 1-ви и 2-ви флотове на Метрополията, завършил с парад и 4-дневни маневри. На 9 юли 1912 г. преминава парламентарен преглед на Спитхейдския рейд, също завършил с ежегодните маневри.
На 22 юни 1912 г. линкорът става флагман на 1-ва ескадра линейни кораби, през октомври 1912 г. провежда тактически учения с 1-ви флот на Метрополията. От 28 януари 1913 г. „Нептун“ вече не е флагман на главнокомандващия флота на Метрополията. На 10 март 1914 г. флагман на 1-ва ескадра става „Айрън Дюк“ (HMS Iron Duke), а „Нептун“ – първи в линията кораб. На 15 юли 1914 г. отплава от Портленд с флота и участва, на 17 – 20 юли, в прегледа в Спитхед. След прегледа, на 20 – 25 юли провежда маневри с флота, връщайки се в Портланд.
На 29 юли 1914 г. преминава заедно с флота в Скапа Флоу. На 11 декември 1914 г. влиза за текущ ремонт. В 12:18 на 18 март 1915 г. при връщането в Скапа Флоу от тактически занятия, е безуспешно атакуван от подводницата „U.29“ недалеч от Петланд Фърт.
На 14 април 1915 г. взема участие в маневрите на линейните крайцери. В нощта от 22 по 23 април 1915 г., в Северно море югозападно от Хорнс Риф, в гъста мъгла се сблъсква с парахода „Нидвел“, получавайки неголеми повреди по борда.
На 31 май 1916 г. взема участие в Ютландското сражение. Плава в състава на 5-а дивизия линкори заедно с „Колосус“ (HMS Colossus), „Колингуд“ (HMS Collingwood) и „Сейнт Винсент“ (HMS St Vincent). След разгръщането на Гран Флийт в линия застава 19 в бойната линия. В 18:15 от дистанция 8 – 13 км обстрелва крайцер типа „Дерфлингер“, забелязвайки няколко попадения. Между 19:08 и 19:38 се отклонява от три торпеда.
През юни 1916 г. е преведен в 4-та ескадра линкори. На 19 август 1916 г. участва в безрезултатния поход против немския флот. На 12 април 1918 г. заедно с главните сили на флота преминава в Розайт. На 2 ноември 1918 г., намирайки се в южната линия на съюзните кораби, участва в церемонията по интернирането на германския Флот на откритото море. Базирайки се в Розайт, на 1 февруари 1919 г., е изваден в резерва, а след това се използва като тендер за линкора „Херкулес“. Върнат е в резерва на 20 май 1920 г. и през март 1921 г. е внесен в списъка на корабите за продажба. До края на 1921 г. се използва като тендер за линейния крайцер „Ню Зиланд“. През септември 1922 г. е продаден за скрап на английската корабостроителна компания „Хюджес, Волков и Ко“. На 22 септември 1922 г. преминава от Розайт в корабостроителницата им в Блайт за разкомплектоване за метал, което завършва през 1923 г.

## Оценка на проекта
| Модел                                                 | Mark X    | Mark XI   |
| Дължина на ствола (калибри)                           | 45        | 50        |
| Тегло на оръдието без затвора (кг)                    | 57 708    | 66 700,4  |
| Тегло на снаряда (кг)                                 | 385,55    | 385,55    |
| Тегло на заряда (кг)                                  | 117       | 139,25    |
| Начална скорост на снаряда (м/с)                      | 869,25    | 918,051   |
| Живучест на ствола, изстрела                          | 220       | 80        |
| Бронепробиваемост на снаряда (мм) при дулния срез     | 406       | 426       |
| Скорост на снаряда (м/с), на дистанция 9140 м         | 579,5     | 610       |
| Енергия на снаряда (мкг) на дистанция 9140 м          | 6 587 723 | 7 299 976 |
| Бронепробиваемост на снаряда (мм) на дистанция 9140 м | 259       | 284       |

„Нептун“ става първият в британската флота линкор с линейно-терасовидно разположение на кулите на ГК (само за кърмовата двойка) и с ешелонно разположение на бордовите. Основната разлика спрямо предходните типове става възможността да се води бордови огън от всичките десет оръдия на главния калибър. Въпреки това практиката показва, че при воденето от бордовите кули на огън през палубата има силно разрушаване на палубата, и за това преимуществото му в бордовия залп над предходните типове е чисто номинално. Палубата на свой ред се налага да бъде усилена със Z-образни профили и да се забрани стрелбата през противоположния борд в мирно време.
Поради опасения от разрушаване на надстройките в носовия сектор може да стреля само една кула. Теоретически в кърмовия сектор могат да се задействат две кули. Обаче се оказва, че кърмовата извисена кула не може да води огън над долната поради въздействието върху нейния покрив на дулните газове. За това за кърмовата висока кула и бордовите кули са поставени специални ограничители, предотвратяващи стрелбата при ъгъл, по-малък от 5° от диаметралната плоскост. Също неудачни се оказват и новите 50-калибрени оръдия. Бронепробиваемостта им нараства само с 25 мм. Обаче поради използваната от британския флот технология за намотаване на ствола с тел за укрепването му, тези оръдия са подложени на силна вибрация при изстрел, водеща до голямо разсейване на снарядите и ниска живучест на ствола.
Разположението на противоминната артилерия, в надстройките вместо на кулите на ГК, се оценява като удачно. Недостатъчно се оценява бронирането. Сериозна причина за критика е това, че както и на предходните типове при пълно натоварване поясът практически напълно се скрива под водата. Освен това от предходния тип е наследена дебелината на главния пояс от 254 мм – по-малка отколкото е при „Дредноут“. Според оценките, тази броня се поразява от 280-мм снаряд на немския „Насау“ на дистанция до 6,25 мили (≈10 км).
|                                      | „Сейнт Винсент“ · Великобритания | „Нептун“ · Великобритания | „Флорида“ · САЩ          | „Остфрисланд“ · Германия         | „Кавачи“ · Япония                                   |
| ------------------------------------ | -------------------------------- | ------------------------- | ------------------------ | -------------------------------- | --------------------------------------------------- |
| Година на залагане                   | 1907                             | 1909                      | 1909                     | 1908                             | 1909                                                |
| Година на влизане в строй            | 1909                             | 1910                      | 1911                     | 1911                             | 1912                                                |
| Водоизместимост, нормална, т         | 19 870                           | 20 224                    | 22 174                   | 22 806                           | 21 156                                              |
| Пълна, т                             | 23 400                           | 22 680                    | 23 400                   | 24 700                           | 23 266                                              |
| Тип СУ                               | ПТ                               | ПТ                        | ПТ                       | ПМ                               | ПТ                                                  |
| Мощност, к.с.                        | 24 500                           | 25 000                    | 28 000                   | 28 000                           | 25 000                                              |
| Максимална скорост, въз.             | 21                               | 21                        | 20,75                    | 20,5                             | 20                                                  |
| Далечина, мили (на скорост, въз.)    | 6900 (10)                        | 6330 (10)                 | 6680 (10)                | 5500 (10)                        | 2700 (18)                                           |
| Брониране, мм                        |                                  |                           |                          |                                  |                                                     |
| Пояс                                 | 254                              | 254                       | 279                      | 300                              | 305                                                 |
| Палуба                               | 76                               | 45 – 100                  | 35 – 63                  | 55 – 80                          | 30                                                  |
| Кули                                 | 279                              | 279                       | 305                      | 300                              | 280                                                 |
| Барбети                              | 229                              | 254                       | 254                      | 300                              | 280                                                 |
| Рубка                                | 279                              | 279                       | 292                      | 300                              | 254                                                 |
| Схема на разполагане на въоръжението |                                  |                           |                          |                                  |                                                     |
| Въоръжение                           | 5×2×305/50 20×1×102 3 ТА         | 5×2×305/50 16×1×102 3 ТА  | 5×2×305/45 16×1×127 2 ТА | 6×2×305/50 14×1×150 14×1×88 6 ТА | 2×2×305/50 4×2×305/45 10×1×152 8×1×120 12×1×76 5 ТА |

## Коментари
1. ↑  Този крайцер става „Индефатигъбъл“. До 1911 г. в британския флот той се класифицира като броненосен крайцер.
2. ↑  През 1909 г. е заложена двойката идентични линкори от тип „Флорида“.
3. ↑  Разчетни.
4. ↑  Според данни на Козлов, стр. 13 −5°/+15°-